# Ferrari 410 Superamerica
Der Ferrari 410 Superamerica ist ein 1955 bis 1959 in drei Serien gebauter Sportwagen des italienischen Automobilherstellers Ferrari. Die Bezeichnung 410 geht auf den gerundeten Inhalt eines einzelnen Zylinders zurück.

## Entstehungsgeschichte
Ab 1951 nahm Ferrari zusätzlich zu den Modellen mit dem kleineren, von Gioacchino Colombo entwickelten V12 größere Modelle ins Programm, die von Abarten des von Ingenieur Aurelio Lampredi auf Basis des Colombo-V12 hauptsächlich für den Rennsport entwickelten größeren V12-Motors angetrieben wurden. Konstruktiver Hauptunterschied der beiden V12-Motorfamilien war, neben weiteren Änderungen, der beim Lampredi-V12 von 90 auf 108 mm vergrößerte Zylinderabstand, der größere Bohrungsmaße erlaubte.
In dieser Modellreihe ersetzte der auf dem Pariser Salon im Oktober 1955 vorgestellte 410 Superamerica den früheren 375 America. Auf dem 410 Superamerica bauten auch die von Pinin Farina gezeichneten und gebauten Stilstudien der Ferrari-Superfast-Serie auf.
Nachfolger des 410 Superamerica war der Ferrari 400 Superamerica.

## Motorisierung
Der 4,5-Liter-V12 des 375 wurde für den 410 Superamerica auf 4962 cm³ vergrößert (Bohrung × Hub: 88 × 68 mm) und leistete anfangs mit drei Weber-40DCF-Doppelvergasern 250 kW (340 PS) bei 6000/min und einer Verdichtung von 8,5 : 1. Ansonsten entsprach die Technik des 410 Superamerica mit Kastenrahmen, vorderen Doppeldreieckslenkern, einer hinteren Starrachse und Trommelbremsen rundum den anderen zeitgenössischen Ferrari-Modellen. Die vordere Querblattfeder wurde durch Schraubenfedern ersetzt, die Spurweite verbreitert und das Schaltschema des Vierganggetriebes wich vom bisher verwendeten ab.

## Die einzelnen Serien

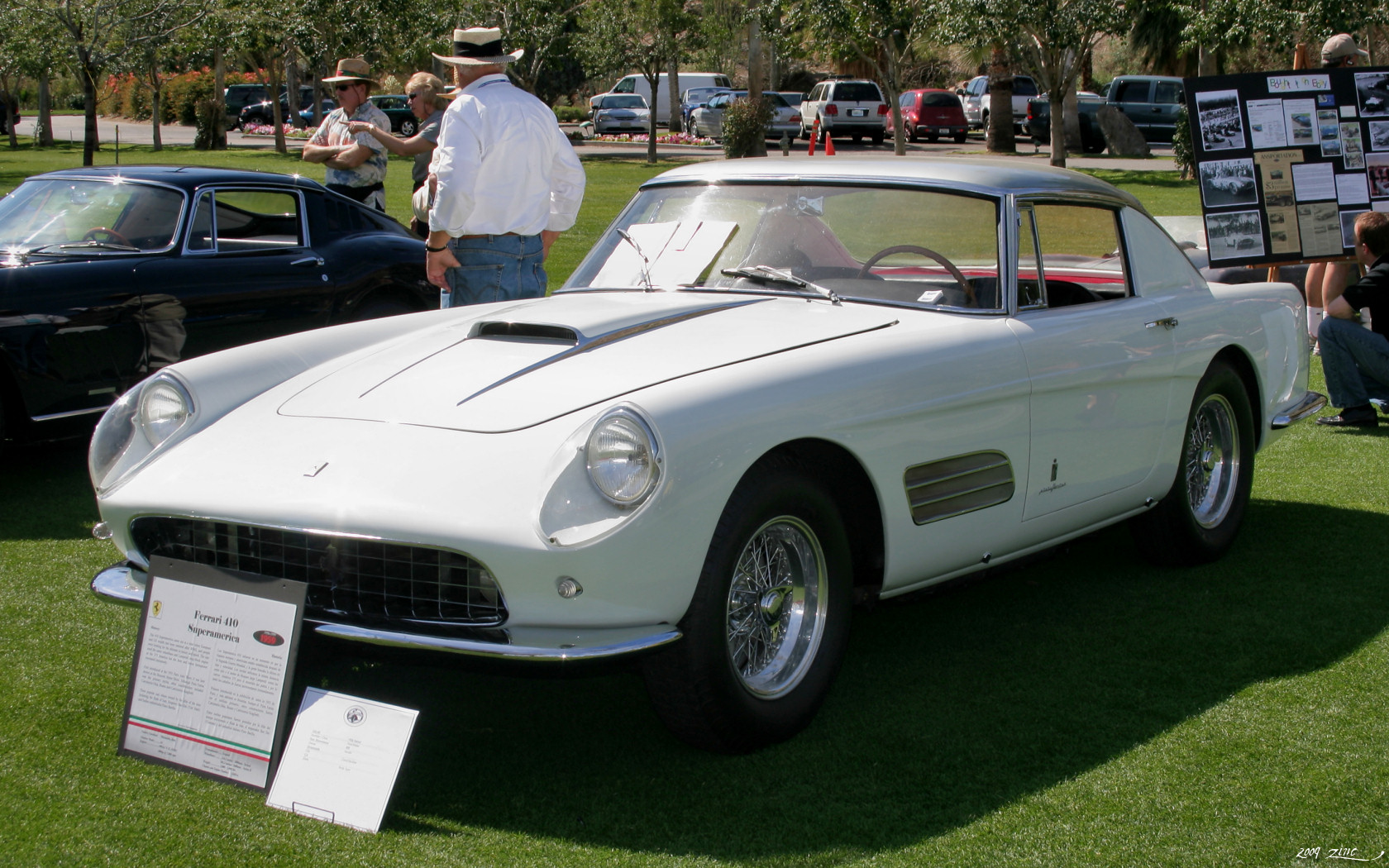
Ferrari 410 Superamerica mit Pininfarina-Karosserie (Serie 3)

### Serie 1
Vom 410 Superamerica, dessen Radstand zunächst wie beim Vorgänger 2800 mm, später 2600 mm betrug, entstanden in einer ersten Serie 1955/56 17 Exemplare, davon 14 mit Pinin-Farina-Karosserie, ein Coupé und ein Cabriolet von Boano sowie ein Coupé von Ghia.

### Serie 2
Die zweite Serie, gebaut 1956/57, besaß den kürzeren Radstand. Sieben Exemplare wurden bei Pinin Farina eingekleidet, eines bei Scaglietti.

### Serie 3
Die dritte Serie (1958/59), ebenfalls auf dem kurzen Radstand, wies einige Neuerungen an Motor und Chassis auf (die infolgedessen neue Bezeichnungen erhielten: Typ 126A statt 126 und Chassistyp 514A statt 514). Die Zündkerzen rückten am Motor von der Innen- an die Außenseite des Motors, wodurch die Form der Brennräume optimiert werden konnte; dadurch und durch größere Weber 42DCF-Vergaser stieg die Leistung auf 265 kW (360 PS). Ferner wurden die Trommelbremsen im Durchmesser vergrößert. Von der Serie III entstanden 12 Coupés mit Pinin-Farina-Karosserie.